# SPEED First Live 〜Starting Over from ODAIBA〜
『SPEED First Live 〜Starting Over from ODAIBA〜』（スピード ファースト ライブ スターティング オーヴァー フロム オダイバ）は日本の歌手グループSPEEDのファーストライブの様子を収めたライブビデオである。
1997年11月19日にトイズファクトリーより発売。2003年9月18日にDVDで再発売された。リハーサル風景などを含めてドキュメントタッチで収録されている。DVDはリメイク物なので、ビデオ発売時とは少し内容が変わっている。

## 曲目リスト
- Overture
- Body & Soul
- Happy Together/Episode 1
- RAKUGAKI
- Walk This Way
- リトルワールドへようこそ/Episode 2
- Luv Vibration
- サヨナラは雨の日…/Episode 3
- I Remember
- 熱帯夜/Episode 4
- Wake Me Up!/Episode 5
- STEADY
- Kiwi Love
- Go! Go! Heaven
- Starting Over
- Starting Over -Reprise-
- 〜Walk This Way
- おやすみ…